# بدرخان سندي
بدرخان عبد الله بدري السندي (بالكردي Bedirxan Sindî) وهو كاتب وأديب كردي ولد بدرخان سندي في مدينة زاخو التابعة لمحافظة دهوك بإقليم كردستان العراق في سنة 1943م، وتخرج من قسم علم النفس في كلية التربية بجامعة بغداد 1966م، ونال شهادة الدكتوراه عام 1979م من إنكلترا من جامعة ويلز ودرس في جامعة بغداد وحصل على درجة (الاستاذية) في اختصاصه (علم النفس) كما وعمل باحثاً في المراكز النفسية وكما درس وأشرف السندي على كورسات ورسائل شهادة الماجستير والدكتوراه في الجامعات العراقية وجامعات كردستان، وعمل السندي كذلك مديرا عاما لدار الثقافة والنشر الكردية في بغداد.
ولقد انتخب رئيساً لاتحاد الأدباء والأكراد في أربيل عام 1970م. وحصل على براءة الاختراع المرقمة 1087 في 22 نيسان/أبريل 1977 عن طريقته وجهازه في تعليم المكفوفين القراءة والكتابة وكان آنذاك طالباً في بريطانيا. وانتخب عضواً في المكتب المركزي والمكتب التنفيذي لاتحاد الأدباء العراقيين (أمين عام الشؤون الخارجية) عام 1983م إلى عام 1986م. كما كان السندي عضوا في الجمعية التربوية والنفسية في بغداد عام 1983م وأيضا عضوا في جمعية المترجمين العراقيين منذ عام 1985. كما كان السندي عضوا في لجنتين هما لجنة المجمع العلمي العراقي ولجنة الأكادمية الكردية ما بين عامي 1980 - 1996. ولقد تم اعتقال السندي في سنة 1996 من قبل السلطات العراقية بتهمة نشر الأفكار العلمانية في المجتمع العراقي ونشاطه وتعاطفه مع القضية الكردية وحكم عليه بالإعدام إلا أن الحكم خفف إلى المؤبد ثم السجن لمدة 8 سنوات في سجن أبو غريب في بغداد، ويشغل بدرخان سندي حاليا منصب رئيس تحرير صحيفة التآخي منذ عام 2005م.

## الوظائف التي شغلها
- مدرس في التعليم الثانوي ما بين عامي 1967 - 1975.
- رئيس تحرير صحيفة جيا ما بين عامي 1970 - 1972
- أستاذ في جامعة بغداد ما بين عامي 1979 - 1996.
- عضو هيئة تحرير مجلة شمس كوردستان ما بين عامي 1985 - 1990.
- مدير عام دار الثقافة والنشر الكردية ما بين عامي 1990 - 1996.
- رئيس تحرير صحيفة هاوكاري ما بين عامي 1990 - 1996.
- رئيس تحرير صحيفة بيان ما بين عامي 1990 - 1996.
- رئيس تحرير مجلة رنكين ما بين عامي 1990 - 1996.
- رئيس تحرير مجلة روشن بيري نوي ما بين عامي 1990 - 1996.

## الوظائف الاستشارية التي تقلدها السندي
- مستشار في دائرة المناهج والكتب العراقية ما بين عامي 1972 - 1974.
- مستشار تربوي في قسم العلوم التربوية والنفسية لكلية التربية لجامعة صلاح الدين (أربيل) ما بين عامي 2001 - 2005.
- مستشار وباحث في مقر منظمة اليونسيف فرع أربيل ما بين عامي 2002 - 2004.

## المؤلفات
- طبيعة المجتمع الكردي في أدبه في سنة 1967.
- استثمار الموارد الطبيعية في التربية في سنة 1980.
- سيرة حياة الكاتب صادق بهاء الدين في سنة 1981.
- علم نفس الطفل في سنة 1983.
- تحليل المحتوى في الأدب والإعلام في سنة 1984.
- علم نفس النمو ومشكلات الطفو في سنة 1984.
- أسطورة الكورد المغناة في سنة 1985.
- الحكمة الكردية في سنة 1989.
- المجتمع الكردي في المنظور الاستشرافي في سنة 2001.
- التربية للجميع كتاب مطبوع على حساب منظمة اليونسيف في سنة 2003.
- عندما بكت الجبال (ديوان شعر حول عمليات الأنفال) في سنة 2005.
- المدرسة الصديقة في سنة 2005.